# Брусилов, Аншель
Аншель (иногда Альберт) Бруси́лов (англ. Anshel Brusilow, собственно Аншель Брусиловский, англ. Anshel Brusilovsky; 14 августа 1928, Филадельфия — 15 января 2018) — американский скрипач, дирижёр и музыкальный педагог.

## Биография
Сын Леона Брусиловского и Доры Эпштейн. Начал своё музыкальное образование в Филадельфийской музыкальной академии у Яни Санто, затем продолжил его в Кёртисовском институте музыки как скрипач, после чего вернулся в Филадельфию изучать дирижирование у Пьера Монтё (в свои 16 лет Брусилов стал самым юным его студентом). В 1949 году получил четвёртый приз на Конкурсе имени Лонг и Тибо. Выступал как солист с различными американскими оркестрами, на протяжении четырёх лет был помощником концертмейстера в Кливлендском оркестре, затем в течение семи лет — концертмейстером в Филадельфийском оркестре под началом Юджина Орманди; в ряде известных записей Филадельфийского оркестра этого периода (в том числе во «Временах года» Вивальди) Брусилов солирует.
В 1970—1973 годах Брусилов управлял Далласским симфоническим оркестром в качестве главного дирижёра и исполнительного директора. После этого он остался в Далласе, возглавив подготовку дирижёров в Университете Северного Техаса (до 1982 года), Южном методистском университете (1982—1989) и вновь Университете Северного Техаса (1989—2008).